# NGC 1469
NGC 1469 este o galaxie lenticulară situată în constelația Girafa. A fost descoperită în 24 februarie 1886 de către Lewis A. Swift. Se află la o distanță de 17,68 megaparseci de Pământ.